# Everything (песня Nine Inch Nails)
«Everything» (в переводе с англ. — «Все») — третий сингл американской индастриал-рок-группы Nine Inch Nails из восьмого студийного альбома Hesitation Marks. Дебют сингла состоялся на BBC Radio 1 19 августа 2013 года.

## О сингле
Песня «Everything» была записана в начале 2013 года и должна была выйти в качестве нового трека на готовившемся к релизу сборнике лучших хитов Nine Inch Nails. В результате композиция была выпущена на альбоме Hesitation Marks. В интервью The Sun о самом треке Трент Резнор сказал следующее: «Я пытался сделать что-то особенное, выводящее меня за рамки. Сначала послушайте трек, он может показаться жизнерадостным, но и высокомерным, 'Мать вашу. Я живу!'. К концу трек становится менее торжественным и более задумчивым и меланхоличным». Позже в интервью News Observe Резнор сказал, что «Everything» — это потомок Joy Division и New Order.
Песня приобрела известность тем, что в своём звучании отклоняется от основного стиля группы. Джонни Файреклуд из CraveOnline описал трек как «неожиданно яркий и удивительный». Эндрю Тренделл из Gigwise заявил: «Резнор хоть и скатился от индастриал-метала к типичному поп-панку, трек захватывающий». Он также описал песню как, «вероятно, самое попсовое, что мы когда-либо получали от Трента Резнора» . Клэр Лобенфилд из Stereogum положительно оценила композицию, сравнивая трек с работами других групп альтернативного рока 90-х, таких как Lit и Foo Fighters. Consequence of Sound назвал песню новым «гимном» Nine Inch Nails. Редактор журнала Spin Крис Мартинс сравнил песню с хитом группы «Closer», а также заявил, что «Everything» имеет «приятное, броское звучание», также отмечая, что в музыкальном плане NIN «заходят на чужую территорию». Алекс Хадсон из Exclaim! описал композицию как «нетипично оживлённую работу» для NIN. Также Хадсон отметил влияния поп-музыки, а также много шумных и противоречащих элементов в песне.

## Список композиций
1. «Everything» (Трент Резнор) — 3:16